# 23 (tal)
23 (treogtyve) er et ulige heltal og det naturlige tal, som kommer efter 22 og efterfølges af 24.

## I naturvidenskab
- 23 er det 9. primtal,[1] og det er et fakultetsprimtal, idet {\displaystyle 23=4!-1}.
- 23 kromosomer arves fra hver forældre.
- 23 er atomnummeret på grundstoffet vanadium.

## I underholdning
- I 1998 udkom den tyske film 23 med August Diehl som hovedperson og omhandler en trilogi af Robert Anton Wilson kaldet Illuminatus!.
- I 2007 udkom filmen The Number 23 med Jim Carrey som hovedperson og omhandler 23 som et ulykkestal.
- En af de gennemgående, tematiske Lost-tal (4 8 15 16 23 42).

## Inumerologi
En myte om tallet 23 er, at de fleste hændelser og begivenheder er direkte eller indirekte forbundet til tallet 23. 
Robert Anton Wilson har nævnt William S. Burroughs som den første person, der troede på det specielle ved tallet 23.[kilde mangler] Wilson nævnte i en artikel i Fortean Times den følgende historie:
 Jeg hørte første gang om 23-myten fra William S Burroughs, forfatter af Nøgen Frokost, Nova Express, osv. Ifølge Burroughs havde han kendt en vis kaptajn Clark, omkring år 1960 i Tanger, som engang pralede med at han havde sejlet i 23 år uden en ulykke. Den selv samme dag kom Clarks skib ud for en ulykke, som dræbte ham og alle  andre ombord. Mens Burroughs om aftenen tænkte på dette grove eksempel på gudernes ironi, annoncerede radioen et flystyrt i Florida, USA. Piloten var en anden kaptajn Clark og flyet var Flight 23.

## Andet
- Frankrig har 23 ærkebiskopper.
- Fødselsdagsparadokset er det statistiske fænomen at der i en tilfældigt sammensat gruppe på 23 personer er mere end 50% sandsynlighed for at to personer har samme fødselsdag.